# Luis Jiménez y Aranda
Luis Jiménez y Aranda – hiszpański malarz pochodzący z Andaluzji. Brat również malarzy Manuela i José Jiménez Aranda. Aby odróżnić się od braci podpisywał obrazy jako Luis Jiménez.
Razem z bratem Jose studiował na Akademii Sztuk Pięknych w Sewillii, gdzie nauczycielem był Eduardo Cano. W 1867 r. wyjechał na studia do Rzymu, a w 1876 r. zamieszkał w Pontoise, we Francji. Na Krajowej Wystawie Sztuk Pięknych w 1964 r. otrzymał wyróżnienie cum laude za obraz Cristóbal Colón al venir a proponer a los Reyes Católicos el descubrimiento del Nuevo Mundo oraz I medal w 1892 za dzieło La visita del médico. Specjalizował się w malarstwie historycznym i kostumbrystycznym.